# Villa Sachs (Friedrichshafen)
Die Villa Sachs war ein großbürgerliches Wohnhaus in der baden-württembergischen Stadt Friedrichshafen am Bodensee, Zeppelinstraße 34. Die Architektur der 1913–1914 erbauten Villa ist dem späten Jugendstil zuzurechnen.

## Geschichte
Vor dem Ersten Weltkrieg wurden an der Zeppelinstraße zahlreiche repräsentative Wohn- bzw. Ferienhäuser errichtet. Auf dem Eckgrundstück Zeppelinstraße / Rosenstraße, das damals die Adresse Zeppelinstraße 11 hatte, wurde 1913–1914 eine Villa nach Plänen des Architekten Ernst Niederberger für den Bauunternehmer Matthias Birkle gebaut. Sie verfügte über elf Zimmer und drei Mädchenkammern und bot ihren Bewohnern einen Blick auf die Schweizer Berge am anderen Ufer des Bodensees.
Von 1920 bis 1922 wohnte die Familie des Ingenieurs Karl Maybach in dem Haus. Später gehörte es dem Unternehmer Ernst Sachs, nach dem es dann auch benannt wurde. Sachs kaufte das Anwesen im Jahr 1925 und stellte es seiner Mutter Pauline, die allerdings schon im Jahr 1926 starb, sowie seinen Geschwistern Albert, Lina und Maria als Alterssitz zur Verfügung. Auch er selbst hielt sich in den folgenden Jahren immer wieder in der Friedrichshafener Villa auf.
Die Villa Sachs wurde 1977 abgerissen und durch ein Mehrfamilienhaus ersetzt. Erhalten blieben nur die Einfriedung aus Sandstein und die alte Zufahrt zum Grundstück.
Die Villa Sachs und die Villa Jehle werden in einem Zeitungsartikel als „exponierte Beispiele der früheren Villenkultur Friedrichshafens“ genannt, deren Verlust nicht auf Bombenschäden des Zweiten Weltkriegs zurückgehe, sondern die „der Abrissbirne zum Opfer“ gefallen seien. Während die Villa Sachs aber offenbar den Krieg ohne größere Schäden überstanden hatte, war die Villa Jehle schwer beschädigt und 1949 nach den alten Plänen wiederaufgebaut worden.
Die ehemalige Villa Sachs bildet die Station 9 des Maybach-Wegs in Friedrichshafen.